# 貝爾特爾 (紐約州)
貝爾特爾（英語：Belle_Terre）是位於美國紐約州薩福克縣的村。

## 人口
根據2020年美國人口普查的數據，貝爾特爾的面積為2.29平方千米，皆為陸地。當地共有人口808人，而人口密度為每平方千米353人。